# Semicarbazida
En química orgánica, una semicarbazida es un derivado de urea, donde el grupo -NH2 de un lado ha sido reemplazado por un radical de hidrazina -NH-NH2, produciendo H2NNHC(=O)NH2.
La semicarbazida es usada como reactivo de detección en cromatografía en capa fina (TLC). La semicarbazida tiñe los α-cetoácidos en la placa TLC, lo que debe ser observado bajo luz UV para ver los resultados.
Una tiosemicarbazida es un análogo, con un átomo de azufre en vez del átomo de oxígeno.

Urea
Hidrazina
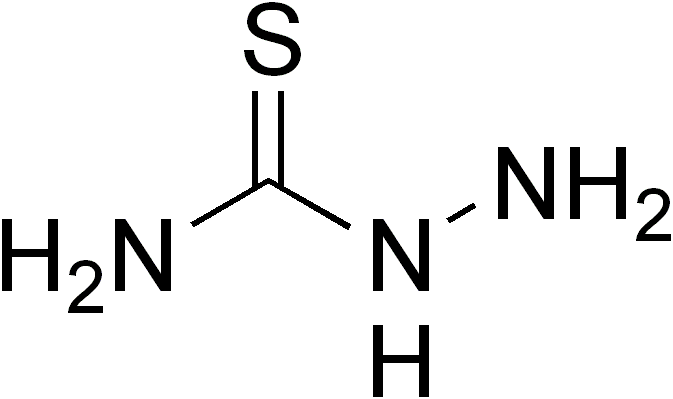
Tiosemicarbazida